# Capilla de San Miguel Is-Sanċir
La capilla de San Miguel (más conocida popularmente en maltés como Il-Kappella tas-San Ċir o Il-Kappella ta' San Mikiel is Sanċir) es una capilla medieval ubicada en los límites de Rabat, Malta, en un área conocida como Ġnien is-Sultan (Jardín del Rey).

## Orígenes
La arquitectura de la capilla se remonta a mediados del siglo XV. La primera mención de la capilla se encuentra en un informe escrito por el obispo Pietro Dusino cuando visitó Malta en 1575. El informe se refiere a la iglesia como la iglesia de San Miguel en el jardín de Ġnien is-Sultan. La capilla se mencionó varias veces a lo largo de los años, especialmente en 1615, cuando el obispo Baldassare Cagliares describió la pintura de San Miguel ubicada en la iglesia como apenas reconocible, lo que indica el mal estado de la capilla. En 1598, el obispo Gargallo menciona que la fiesta de San Miguel se celebraba todos los días 29 de septiembre con vísperas, a las que asistían los agricultores locales. Debido a su estado de abandono, en 1678 el obispo Miguel Jerónimo de Molina desacralizó la iglesia y ordenó que la pintura de San Miguel fuera transferida a la iglesia parroquial de Rabat.

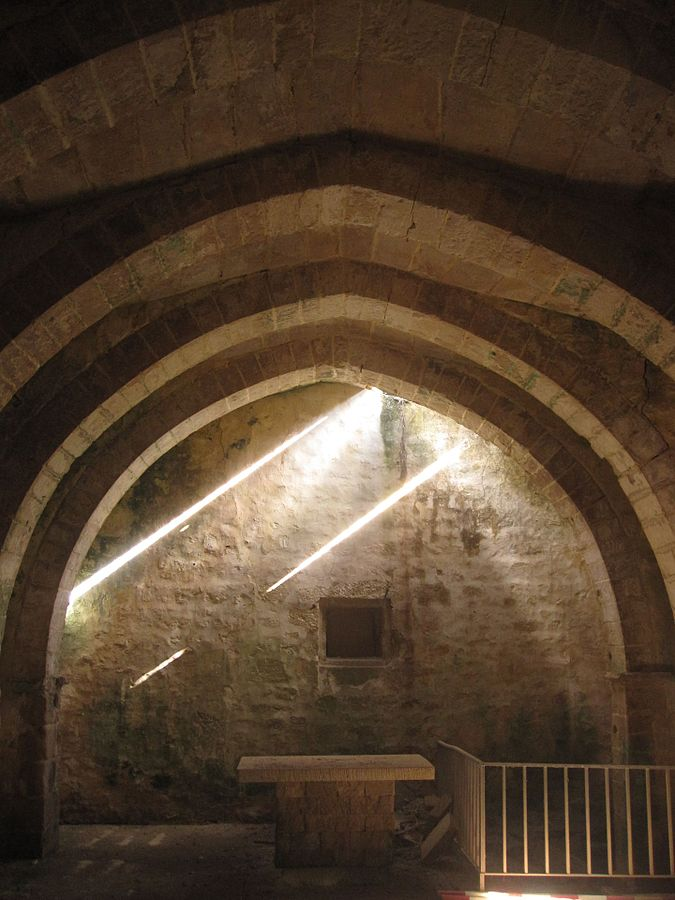
Interior de la capilla

## Uso como establo
Después de que la capilla cayera en mal estado, fue utilizada por los agricultores locales como   establo y lugar de almacenamiento. Se construyó un muro dentro de la capilla para dividirlo en dos secciones.

## Restauración
En 1981 se restauró la capilla y se demolió el muro que dividía la capilla. La capilla fue restaurada por voluntarios de Sanċir Trust y voluntarios de la National Students Travel Foundation y los Amigos de Malta. Se construyó un altar de piedra y la iglesia se reabrió para servicios religiosos el 2 de octubre de 1988. El presidente de Malta, Ugo Mifsud Bonnici asistió al servicio de apertura. El servicio fue dirigido por Monseñor Gwann Azzopardi, quien fue un benefactor de la restauración de la capilla.

## Época actual
En los 30 años desde que la iglesia fue restaurada ha caído en desuso y en mal estado y está en peligro de colapsar. La vegetación ha crecido en las paredes de la capilla y los árboles han bloqueado la entrada principal. Parte del techo cerca del altar se ha derrumbado y son visibles las grietas en las paredes.

## Interior
El interior de la capilla está bastante desnudo. Es una habitación amplia con las paredes construidas en forma de arcos apuntados, típicos de la arquitectura medieval en Malta. Hay un altar de piedra. Durante la restauración de la década de 1980, se descubrieron bancos de piedra a lo largo de la pared de la capilla. Se accede por dos puertas. Un grafiti de un barco, que fue descubierto en las paredes de la capilla, es probablemente una especie de Ex-voto.

## Nombre de la capilla
Los orígenes de la capilla pueden remontarse a la época bizantina, como lo demuestra el nombre de la capilla, Is-Sanċir. Según el profesor Stanley Fiorini, el nombre is Sanċir puede indicar que la capilla fue dedicada a Ciriaco el Anacoreta, un santo griego. Después de que los moros fueron expulsados de Malta, el cristianismo recuperó su poder sobre Malta. El cristianismo latino occidental se estaba extendiendo, reemplazando cualquier rastro del cristianismo griego en Malta, que data de la época bizantina. Como resultado, los nombres de las iglesias en Malta que se habían dedicado a los santos griegos fueron reemplazados por los nombres de los santos populares occidentales. Por lo tanto, el nombre de esta capilla se podría haber cambiado de San Cyriacus (San Ċirijaku o San Ċir en maltés) a San Miguel (San Mikiel). Es posible que la gente local se haya referido a la capilla por su nombre original, de ahí el nombre de San Mikiel Is-Sanċir. Sin embargo, no sobrevive ninguna documentación para probar esta teoría.